# Asus Padfone 2
Asus Padfone 2  — смартфон, що може використовуватись разом із спеціальним планшетом (англ. PadFone Station). Розроблений компанією ASUS та був представлений 16 жовтня 2012 року. У продаж надійшов у жовтні 2012 року. Його попередник  — Asus Padfone.
Його наступник  — PadFone Infinity, який було представлено в квітні 2013 року, має 5-ти дюймовий Super IPS+ Super HD екран, (1920 x 1200) 441 ppi. Спадкоємцем PadFone Infinity є  PadFone X, який надійшов у продаж в червні 2014 року.

## Відео
1. Демо відео ASUS PadFone 2 [Архівовано 21 жовтня 2012 у Wayback Machine.] (англ.)
2. ТехноПарк: ASUS PadFone 2 [Архівовано 12 жовтня 2016 у Wayback Machine.]
3. Огляд ASUS PadFone 2 [Архівовано 16 липня 2015 у Wayback Machine.] (англ.)